# DJM600
DJM600は、パイオニア社製のDJミキサーである。
現在クラブでつかわれている一般的なDJミキサーのひとつである。

## 特徴
BPMを自動的に計り、それに合わせたエフェクト、サンプリングを行う機能を持ったプロフェッショナル4chミキサーである。
4つ打ち系のクラブミュージックにおける定番のミキサーとなっている。

## オートビートエフェクター
自動に計測されたBPMに対応させた以下のエフェクトをかけることができる。
DELAY
一回の繰り返し音をいれる。
ECHO
複数回の繰り返し音をいれる。
PAN
周期的に音を左右に振る。
TRANS
音を周期的にカットする。
FILTER
周期的に音色を変化させる。
FLANGER
周期的に音にうねらせる。
REVERB
残響音を得られる。
PITCH SHIFTER
音程を変えられる。

## オートビートサンプラー
オートBPMカウンターによって計測されたBPMと指定した拍数の分だけ録音でき、ボタンを押せば繰り返し再生できる。

## オートBPMカウンター
曲のテンポを表すBPMを自動的に計測し、デジタル表示をする。
TAPボタンをテンポに合わせて打つことで、マニュアル的に入力もできる。

## イコライザー
各チャンネルごとにHI、MID、LOWの3つのツマミが有り、音の高さごとに周波数を調節できる。